# Сущин

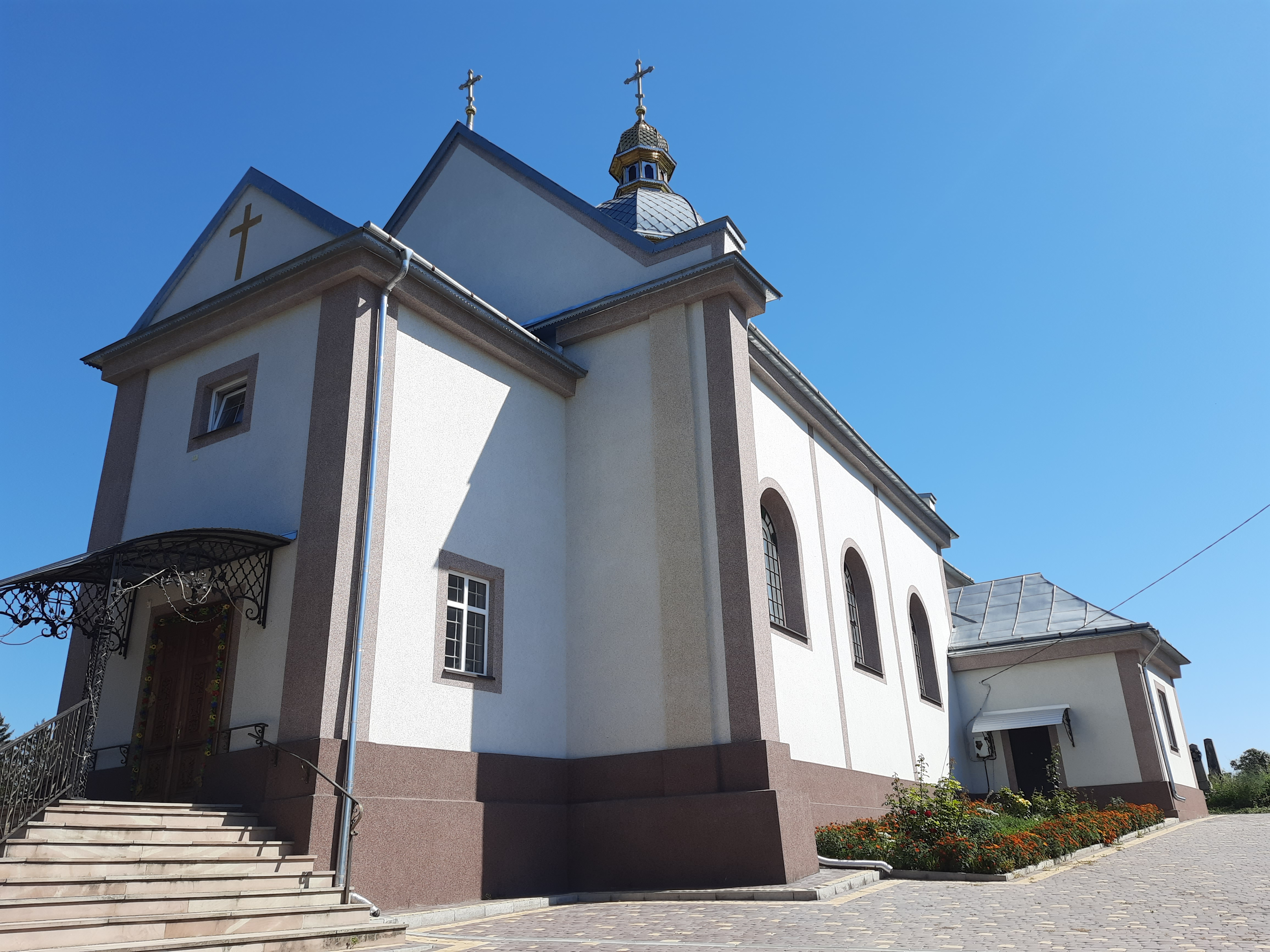
Церква Святого Юрія

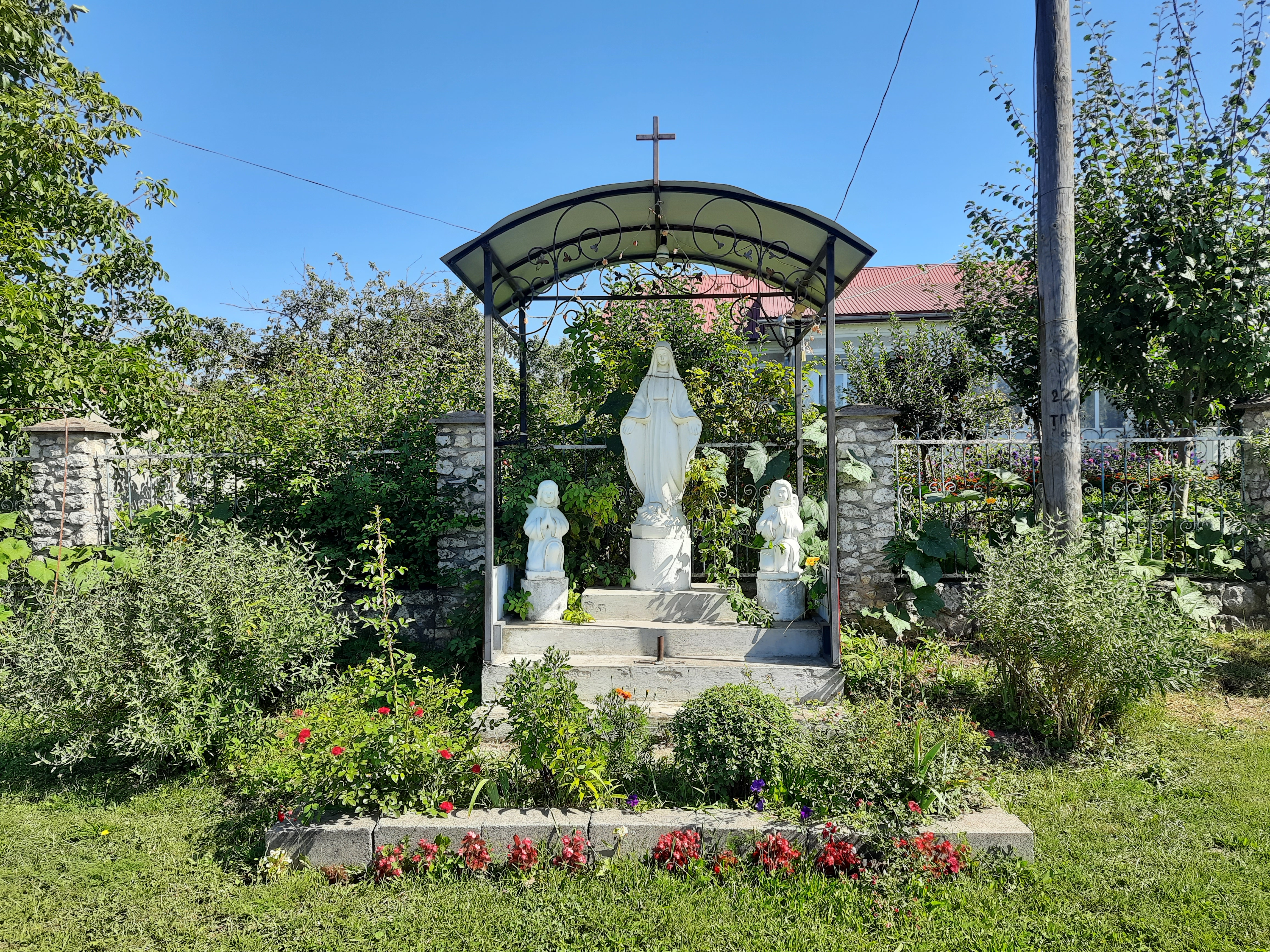
Статуя Божої Матері

Сущи́н — село в Україні, у Теребовлянській міській громаді Тернопільського району ,Тернопільської області, України. До 2015 був центром сільради, якій підпорядковане село Остальці. Від 2015 у складі Теребовлянської міської громади. Розташоване на лівому березі річки Гнізна
Населення — 437 осіб (2015).
На околиці села є пам'ятка природи — Сущинські джерела.

## Історія
Поблизу села виявлено археологічні пам'ятки черняхівської культури.
Перша писемна згадка — 1512.
Діяли «Просвіта» й інші українські товариства.
15 червня 1934 р. село Сущин передане до Теребовлянського повіту з Тернопільського.
12 червня 2020 року, відповідно до розпорядження Кабінету Міністрів України № 724-р «Про визначення адміністративних центрів та затвердження територій територіальних громад Тернопільської області» увійшло до складу Теребовлянської міської громади.
19 липня 2020 року, в результаті адміністративно-територіальної реформи та ліквідації Теребовлянського району, село увійшло до складу Тернопільського району.

## Політика

### Парламентські вибори, 2019
На позачергових парламентських виборах 2019 року у селі функціонувала окрема виборча дільниця № 610871, розташована у приміщенні будинку культури.
Результати
- зареєстровано 325 виборців, явка 83,38%, найбільше голосів віддано за «Слугу народу» — 41,64%, за Всеукраїнське об'єднання «Батьківщина» — 13,75%, за Радикальну партію Олега Ляшка — 8,92%.[4] В одномандатному окрузі найбільше голосів отримала Алла Стечишин (самовисування) — 84,01%, за Миколу Люшняка (самовисування) і Олега Вітвіцького (Голос) — по 3,35%[5].

## Релігія
- церква святого Юрія (1863, УГКЦ),
- церква святого великомученика Юрія Переможця (УГКЦ),
- костел,
- «фігура» Матері Божої.

## Пам'ятки

### Маєток XIXст.

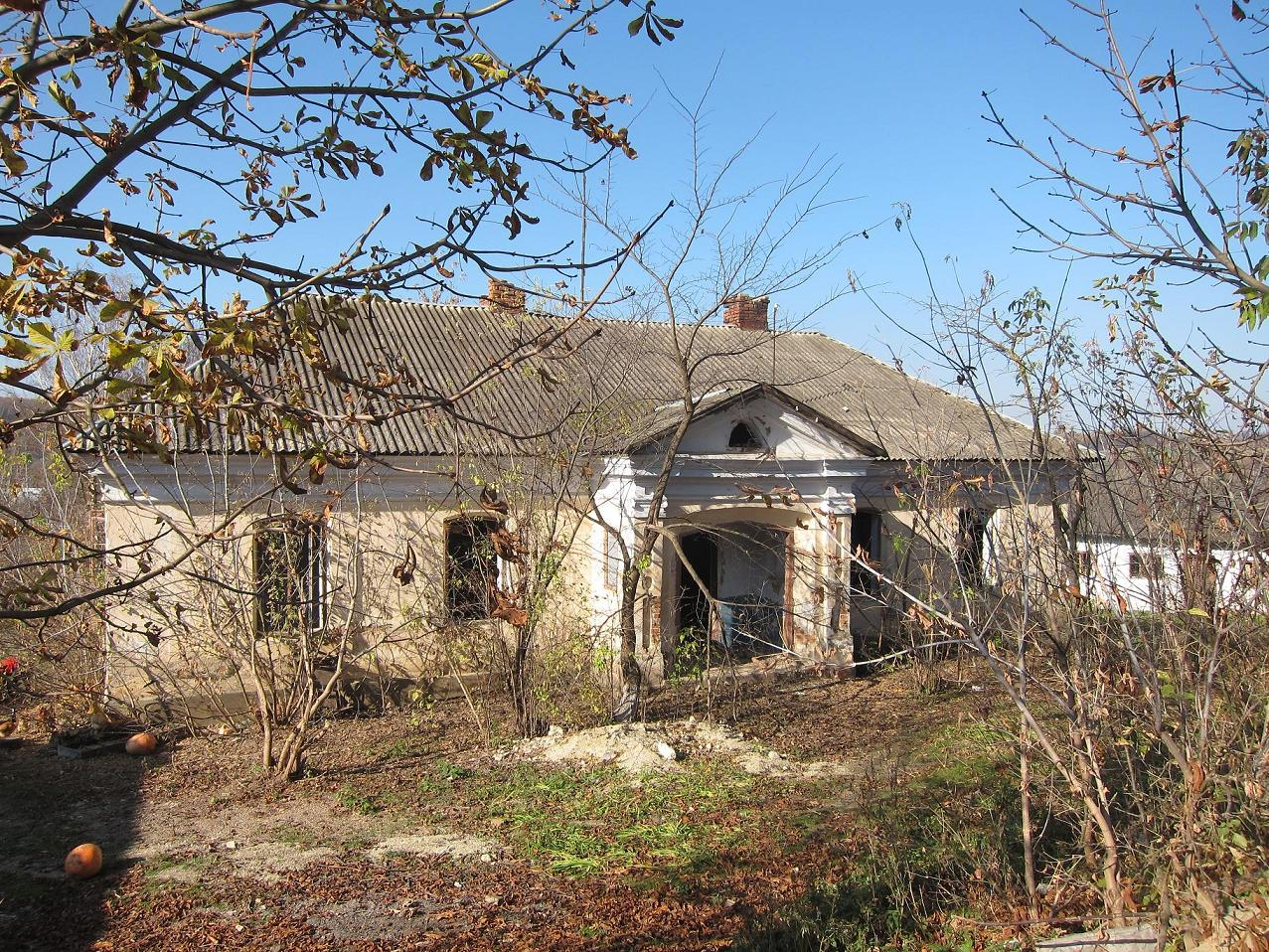
Маєток Пінінських

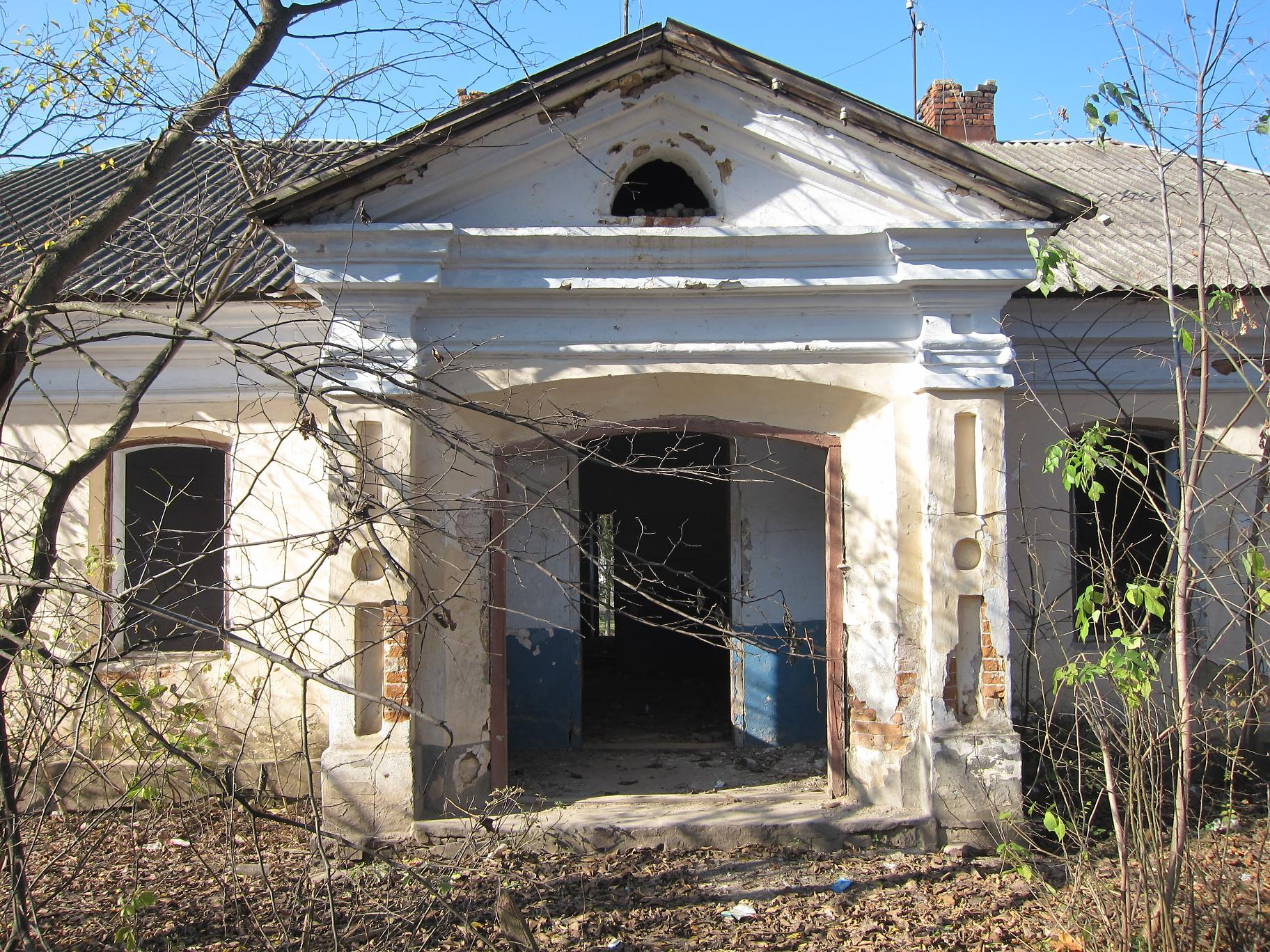
Маєток Пінінських

Маєток був споруджений в кінці XVIII століття родиною Коритовських та спочатку належав Юліані-Маріані Коритовській (Juliana Mariana Korytowska) (1815—1888), донці Францішека Коритовського (Franciszek Korytowski «z Plotycza». В кінці XIX та в першій половині XX століття власником цих сіл був Александр Пінінський (Aleksandr August Erazm Piniński) (02.06.1864 р.-16.05.1902 р.) Невелика за розміром, одноповерхова будівля з фасаду прикрашена портиком. З протилежної сторони фасад будинку прикрашений великою колонадою. Звідси також відкривається красивий вид на річкову долину, збереглися частково дерева, що росли в саду за будинком.

### Церква св. Юрія 1863р.

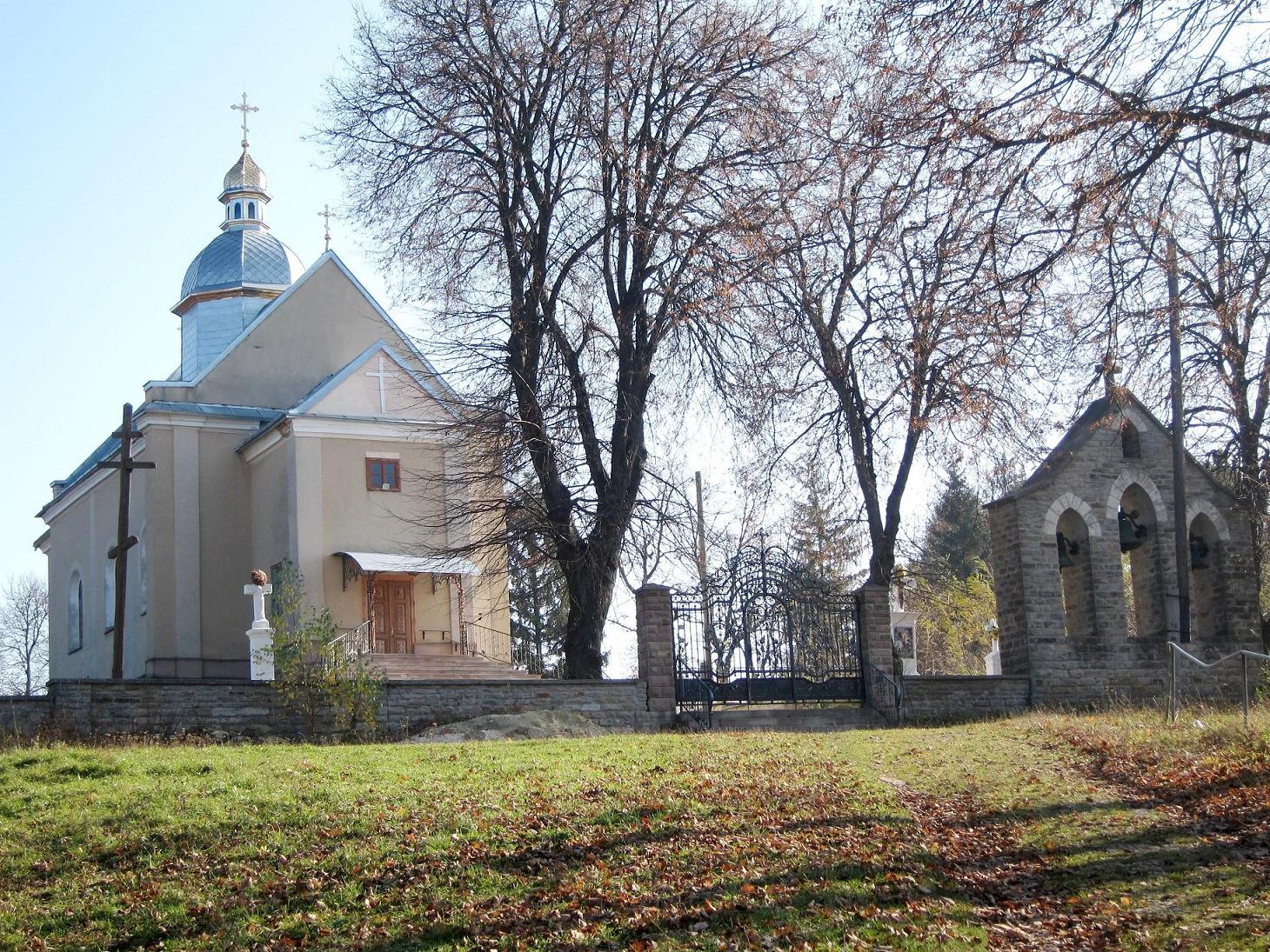
Церква св. Юрія, споруджена 1863 р.

Церква освячена іменами двох святих, святий Юрій –патрон Сущина, святий Дмитро-патрон Осталець. Жителі двох сіл належать до однієї парафії храму в Сущині. Дзвіниця церкви дерев'яна. Перенесли її в село Сущин із села Остальці, після того, як в Остальцях згоріла дерев'яна церква святого Дмитрія. Дзвіниця знаходиться поруч з церквою, але вже не використовується. При вході на церковне подвір'я височить вже нова дзвіниця на три дзвони. Один зветься «Дмитро», другий «Юрій».
Парохами служили отці Ігнатій Левицький, Климентій Слюзар, Володимир Слюзар, о. Юшкевич. 
Довголітній парох села Климентій Слюзар тривалий час був деканом Микулинецького деканату УГКЦ.
Після його смерті парафію посів його син – Володимир Слюзар, який згуртував вірних і молодь, працював катехитом у місцевій школі.

### Костел 1919р.

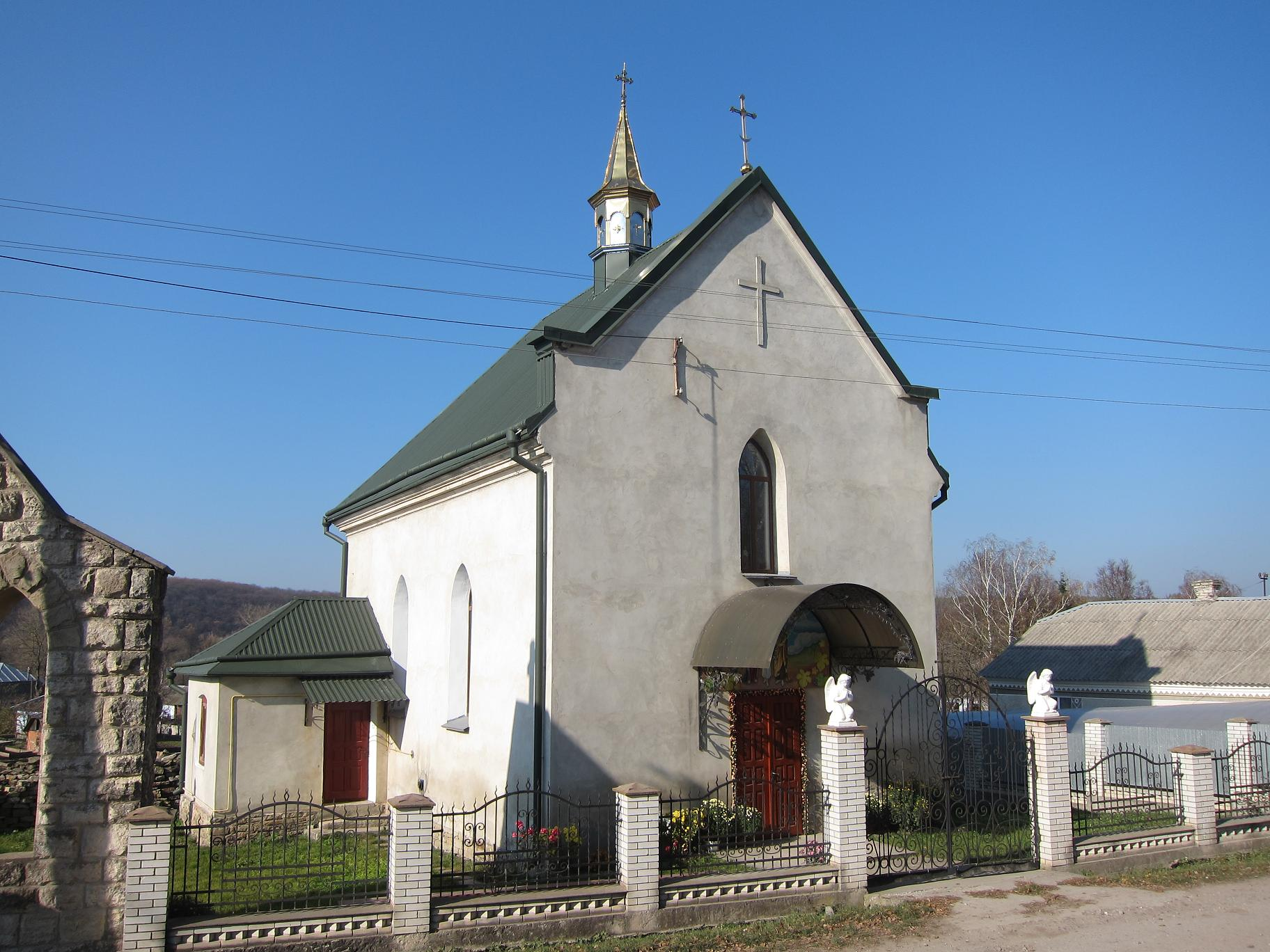
Костел в Сущині

Костел був споруджений на початку XX століття (до 1919 року), коштом місцевого заможного господаря Миколи Фрица. За власні кошти він купив і дзвін який зараз стоїть на дзвіниці православної церкви, що знаходиться на пагорбі поруч. Коли костел було освячено то провадити меси у храмі приїздив ксьондз із сусіднього села Лошнів. З 1995 року в костелі відновлено відправи для греко-католицької громади села. В тій порі було споруджено і дзвіницю для греко-католицького храму, реставровано храм та замінено покрівля.
Споруджено пам'ятник воїнам-односельцям, полеглим у німецько-радянській війні (1986), насипано символічну могилу Борцям за волю України (1991), встановлено пам'ятний хрест на честь скасування панщини.
Тут відбулося перепоховання 14 повстанців УПА, закатованих НКВС 1946. Коло них була знайдена граната, вид якої тягнувся дріт — мабуть, приготовлений подарунок родичам, які б намагались відкопати. Нове поховання — біля могили Січових Стрільців.

## Соціальна сфера
Працюють: Будинок культури, бібліотека, ФАП, відділення зв'язку, торговельний заклад.

## Постаті
- Буртак Володимир Миколайович — український військовик, учасник російсько-української війни[8].
- Слюзар Володимир Климентійович (священник)— український священник, релігійно-громадський діяч, слуга Божий греко-католицької церкви[9].